# Truus ter Steege

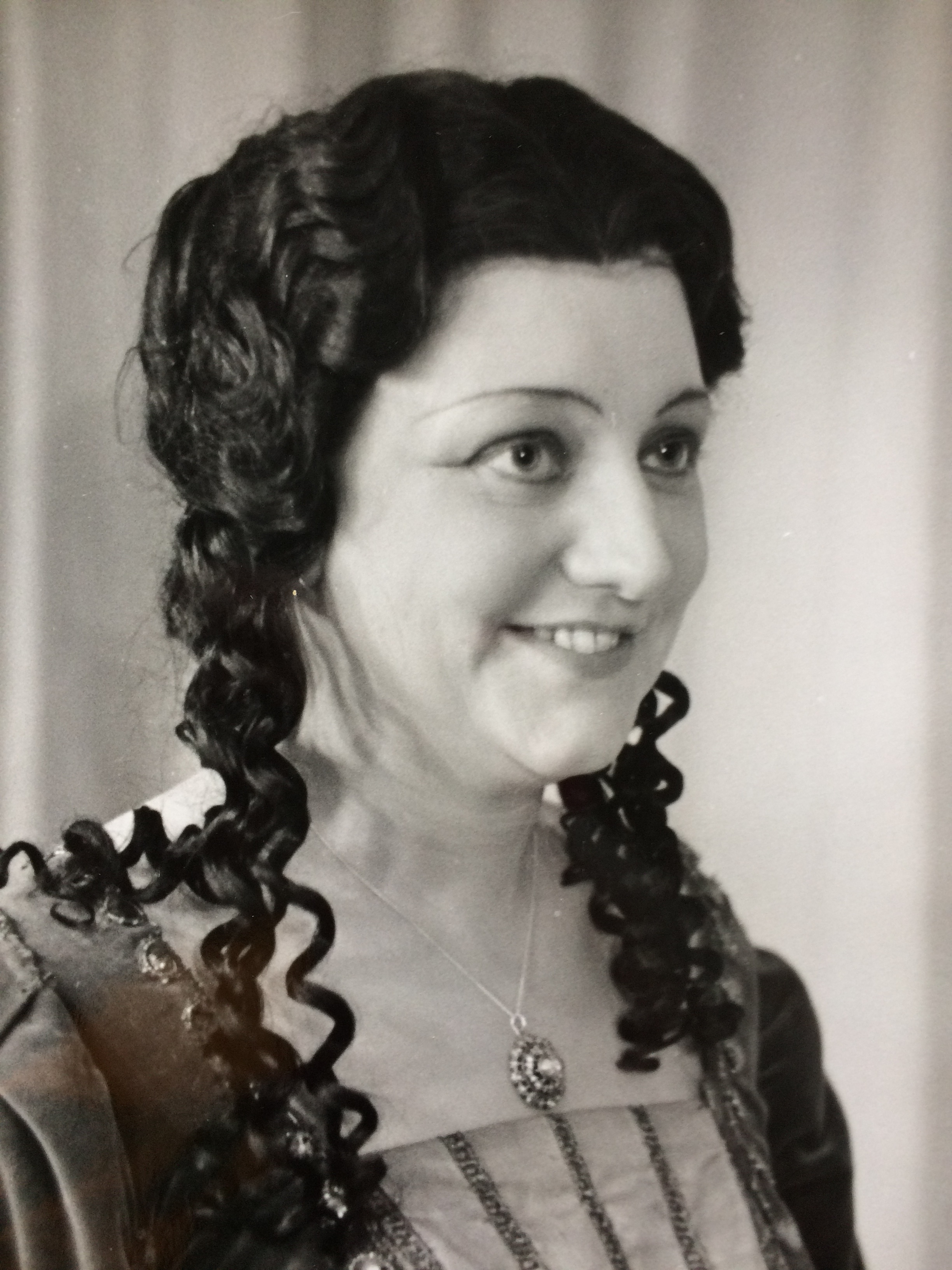
Truus ter Steege (ongedateerd)

Gertrudis Maria Francisca Barbara Josepha (Truus) ter Steege (Amsterdam, 11 maart 1905 - Amsterdam, 3 juli 1994) was een Nederlands sopraan.
Ze was dochter van dirigent en muziekcriticus Anton ter Steege en Allegonda Johanna Maria Vernimmen. In 1935 trouwde ze met Willem Schermer. Dochter Guurtje studeerde aan het Sweelinck Conservatorium en zong eindjaren zeventig voornamelijk altpartijen binnen oude muziek, voordat ze zich tot (kinder)psychologie wendde.
Haar opleiding verkreeg ze van Jacoba Dhont aan het Conservatorium van Amsterdam (solodiploma).
Haar naam dook voor het eerst op in 1925; ze zong als debuterend zangeres. Toen zong ze in het Amsterdamse Concertgebouw met het koor "Voci et Amicitae" van haar vader in een concert georganiseerd door de "RK Vereeniging tot Bestrijding van Zedeloosheid" tegen Neomalthusianisme. In de daarop volgende jaren was ze soms te beluisteren via de radio Hilversumsche Draadlooze Omroep (HDO). Ze had zich ook aangesloten bij het ensemble De trekvogels van Max van Gelder, waarvan ook Fortunatus van Tulder lid was (1926-1929). Ze was ook in de jaren dertig  frequent op de radio te horen terwijl zo ook meezong in producties van de Wagnervereniging (De nieuwschierige vrouwtjes met Concertgebouworkest onder leiding van Johannes den Hertog; rol Beatrice) en Nederlandsche Opera-Stichting van Lothar Wallerstein. Na 1941 verdween ze van de podia mede doordat haar stembanden rond 1946 aangetast werden door difterie, maar ze zou tot zeker 1984 zang- en pianoles geven. Ze ondertekende namelijk als muziekpedagoge op 24 januari 1984 een protestadvertentie in NRC Handelsblad tegen op de opkomst van de Centrumpartij van Hans Janmaat.
Tussen 1937 en 1941 zong ze 24 keer met het Koninklijk Concertgebouworkest onder de dirigenten Erich Kleiber (Welgunde in Götterdämmerung van Richard Wagner), Pierre Monteux en Johannes den Hertog. Al die optredens vonden plaats in de Stadsschouwburg. Het laatste met voor de pauze De doge van Venetië van Johan Wagenaar vond plaats onder de koepel van het Gemeentelijk Theater Bedrijf, het door de Duitse bezetter goedkeurde opera/theatergezelschap van de schouwburg. In 1937 speelde ze de rol van Génèvieve in Pelléas et Mélisande van Claude Debussy onder leiding van Monteux; op 28 september 1937 vond in de Stadsschouwburg de Nederlandse première plaats van Debussys enige opera. 
Truus ter Steege werd begraven op de Begraafplaats Buitenveldert. 